# 崔建瑞
崔建瑞（1933年7月—），男，河南潢川人，中华人民共和国政治人物，曾任中共湖北省委科教部部长，湖北省政协副主席。